# Киша (притока Белаје)
Киша (рус. Киша; адиг. Къэщэн) планинска је река на југу европског дела Руске Федерације. Протиче преко јужних делова Републике Адигеје, односно преко њеног Мајкопског рејона. Десна је притока реке Белаје у коју се улива на њеном 202 km узводно од ушћа. Део је басена реке Кубањ и Азовског мора.
Укупна дужина водотока је 52 km, док је површина сливног подручја око 499 km². Река Киша извире на северним обронцима Великог Кавказа, на планини Асара, на територији Кавкаског резервата биосфере. Типична је планинска река са бројним брзацима и водопадима у кориту, и популарно је кајакашко и рафтинг одредиште. 
Њене најважније притоке су Безимјанка, Шиша, Холоднаја, Грустнаја и Китајка. У горњем делу тока река је повезана са најнижим кавкаским ледником Воробјова.